# Martunis Sarbini
Martunis Sarbini (nacido el 2 de mayo de 1997), conocido simplemente como Martunis, es un exfutbolista indonesio de que jugó como delantero. Martunis a saltó la fama en 2005 después de sobrevivir al terremoto y tsunami del Océano Índico de 2004 y ser encontrado vagando por una playa por un grupo de periodistas, él con camiseta de fútbol portuguesa además fue adoptado por Cristiano Ronaldo.

## Carrera futbolística
Martunis fue reclutado por el Sporting y se convirtió en miembro de su academia en Portugal.Sin embargo, tras una lesión de rodilla en 2017 durante un partido benéfico, Martunis se retiró por completo del juego en 2018.